# Týnec na Moravě

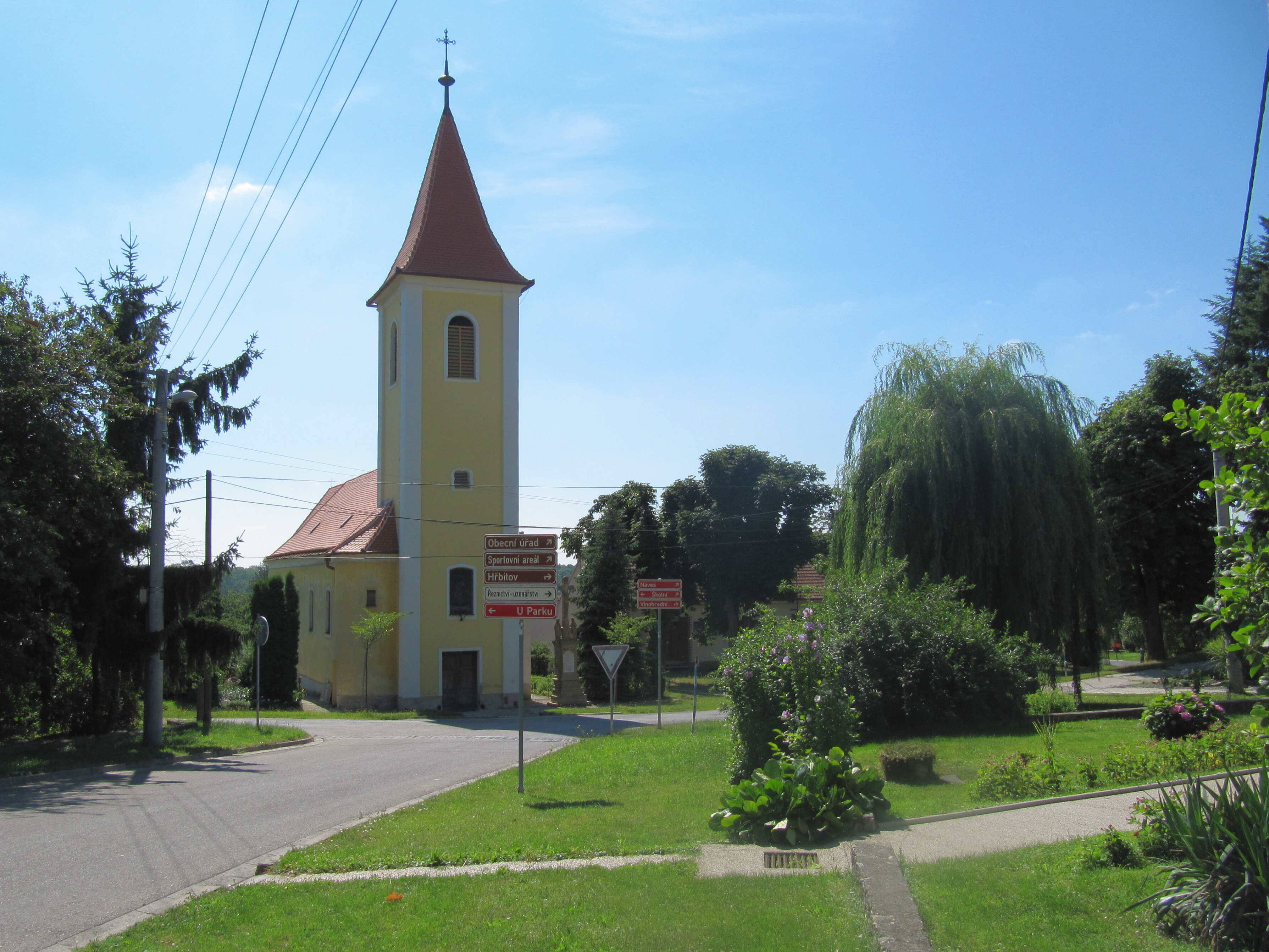
Kirche in Týnec

Týnec (deutsch Teinitz) ist eine Gemeinde in Tschechien. Sie liegt zwölf Kilometer südwestlich von Hodonín und gehört zum Okres Břeclav.

## Geographie
Týnec befindet sich an einer Terrasse am rechten Ufer der Kyjovka im Dolnomoravský úval (Südliches Marchbecken). Nördlich erhebt sich die Stará hora (199 m). Gegen Osten liegen die Marchauen. Drei Kilometer südöstlich von Týnec bildet die March die Grenze zur Slowakei, nordöstlich befindet sich das Nationaldenkmal Mikulčice-Valy. Nordwestlich des Dorfes verläuft die Bahnstrecke Břeclav-Hodonín, der Haltepunkt Hrušky zastávka liegt in zweieinhalb Kilometer Entfernung.
Nachbarorte sind Moravská Nová Ves im Norden, Holíč und Kopčany im Nordosten, Cunín im Osten, Adamov Dvor und Gbely im Südosten, Brodské und Tvrdonice im Süden, U Nádraží im Westen sowie Hrušky im Nordwesten.

## Geschichte
Zur Zeit des Großmährischen Reiches befand sich im 9. Jahrhundert östlich zwischen den Flussarmen der March eine der bedeutendsten Festungsanlagen, deren Name nicht überliefert ist.
Die älteste Nachricht über Týnec erfolgte im Jahre 1030, als Herzog Břetislav I. das Dorf der Peterskirche in Olmütz schenkte. Seit dieser Zeit bestand auch südlich des Dorfes ein kleines Kirchlein, dass der Enthauptung Johannes geweiht war. 1152 entstand ein Benediktinerinnenkloster in Týnec. Durch seine Lage nahe der Grenze zwischen der Markgrafschaft Mähren und dem Königreich Ungarn war der Ort oftmals feindlichen Raubzügen ausgesetzt. Im Jahre 1241 plünderten die Tataren das Kloster. Markwart de Teitz ließ 1244 bei der Kirche am Platz Valy an der Kyjovka eine Wasserburg errichten. Im Jahre 1245 zeichnete er als Markwart de Tyntz. 1253 wurde Týnec von Truppen des ungarischen Königs Béla IV. niedergebrannt. Die erste urkundliche Erwähnung der Sumprah von Týnec gehörigen Ansiedlung Týnec erfolgte im Jahre 1274. Seit 1286 ist eine Pfarre in Týnec nachweisbar. Es wird angenommen, dass die Burg im Jahre 1292 Sigfrid Orphanus gehörte. 1358 ist Paul von Holstein als Besitzer der Herrschaft Týnec mit den zugehörigen Dörfern Týnec, Lanžhot, Dluhoníce, Kostice, Hrušky und Tvrdonice nachweisbar. Als dessen Sohn Wilhelm/Vilém 1376 die Herrschaft übernahm, wurde Týnec als Städtchen bezeichnet. 1384 zog Markgraf Jobst von Mähren die zuvor Wok II. von Holstein gehörige Herrschaft Tincz an sich und belehnte Hynek von Waldstein damit. Heralt von Kunstadt, der Tynecz 1386 geerbt hatte, wurde drei Jahre später in der Landtafel als Besitzer der Herrschaft, der Burg, der Mühle und des Kirchpatronats eingetragen.
Im Zuge der Machtkämpfe nach der Absetzung König Wenzels lagerte am 27. Juni 1404 vor der Belagerung von Znojmo bei Týnec ein ungarisches Heer unter König Sigismund, dabei wurde das Städtchen niedergebrannt. 1416 überließ Boček II. von Podiebrad die Herrschaft an Sulík von Konice. Im Dezember 1426 eroberten die Hussiten die Burg. 1429 verkaufte Peter von Konice Týnec an Markgraf Albrecht. Dieser überließ die Güter 1437 an Čeněk Papák von Mošnov. 1459 erbten dessen drei Söhne Jan, Oldřich und Jiří den Besitz. 1462 löste König Georg von Podiebrad die überschuldeten Güter aus und überschrieb sie an die Brüder Benesch und Ludwig von Weitmühl. Im Jahre 1464 bemächtigte sich der Raubritter Matthäus von Sternberg der Burg. Zwei Jahre später erwarben die Herren von Zástřizl Týnec von den Brüdern von Weitmühl. 1469 wurden die Papák von Mošnov erneut Besitzer von Týnec. Im selben Jahre belagerte Matthias Corvinus erstmals die Burg der zu den Anhängern Georg von Podiebrads gehörenden Papák. Bei der zweiten Belagerung konnten die Ungarn 1470 die Burg einnehmen und zerstörten sie. Daraufhin verkaufte Jan Papák die Güter am 7. November 1470 an Heinrich von Liechtenstein. Ihm folgte ab 1490 Christoph III. von Liechtenstein, der auch das Gut Tvrdonice erwarb. Ab 1514 gehörten die Güter Týnec, Břeclav, Lanžhot, Kostice, Tvrdonice, Hrušky, Mikulčice, Velké Bílovice und Trutmanice Leonhard von Liechtenstein. 1528 überließen Leonhard und Johann von Liechtenstein Týnec an Johann d. Ä. von Zierotin auf Strážnice, der es an seine Herrschaft Lundenburg anschloss. 1534 erbten dessen Söhne Johann Bartholomäus und Karl die Herrschaft Lundenburg mit Týnec. Wegen der Türkengefahr wurde 1544 bei Týnec eine Warte eingerichtet.
In der zweiten Hälfte des 16. Jahrhunderts siedelten sich in Týnec Habaner an. Im Jahre 1580 brannte Týnec nieder, der Brandstifter wurde im darauffolgenden Jahre in Lundenburg auf dem Scheiterhaufen hingerichtet. In Týnec bestand seit 1582 eine neu-utraquistische Pfarre. Beim Einfall der ungarischen Aufständischen unter Stephan Bocskai wurde Týnec im Mai 1605 zusammen mit Nová Ves, Hrušky, Tvrdonice und Stará Břeclav niedergebrannt und die Bewohner massakriert oder verschleppt. Dabei wurde auch das alte Kirchlein zerstört. Zu Beginn des Dreißigjährigen Krieges plünderten 1619 kaiserliche Truppen die ganze Gegend. Nach der Schlacht am Weißen Berg wurde 1620 das Vermögen des Ladislav Velen von Zierotin konfisziert. Beim Einfall der ungarischen Aufständischen Gábor Bethlens wurde das Städtchen 1621 erneut niedergebrannt. Neue Besitzerin der Herrschaft Lundenburg und des Gutes Teinitz wurde 1622 Esther Gräfin von Meggau; zu dieser Zeit erfolgte die Anlegung der ersten Grundbücher. Als 1633 der Schwiegersohn der Gräfin von Meggau, Jacob Graf Khuen von Bellassy, die Herrschaft erwarb, hatte Teinitz etwa 140 Einwohner. 1638 verkaufte Khuen von Bellassy die Herrschaft an Karl Eusebius von Liechtenstein.
Die ganze Gegend wurde 1645 erneut von ungarischen Rebellen, diesmal unter Georg I. Rákóczi, heimgesucht. Während des Krieges verödete das Städtchen. Im Hufenregister von 1656 sind für Teinitz lediglich 23 der 54 Anwesen als bewirtschaftet ausgewiesen. Das älteste Ortssiegel stammt aus dem Jahre 1660. 1663 wurde Teinitz wiederum von kaiserlichen Truppen geplündert. An der Stelle des zerstörten Kirchleins ließ die Pfarre Mikulčice 1672 eine Kapelle errichten, die am 29. August 1680 zur Kirche geweiht wurde. 1679 wurden in Teinitz die Bergbücher eingerichtet. Im Jahr darauf erfolgte die Weihe der neuen Kirche. Nachdem die Türken 1683 Mikulčice niedergebrannt hatten und dabei auch die Kirche und Pfarrhaus zerstört worden war, ließ der Kirchpatron Johann Adam Andreas von Liechtenstein die Pfarre nach Nová Ves verlegen. Eingepfarrt waren neben Týnec auch Těšice, Lužice, Mikulčice, Tvrdonice, Kostice, Hrušky, Opatovice und Kukvice. Die Liechtensteiner errichteten im 18. Jahrhundert in Hrušky einen Dominikalhof, auf dem die Untertanen von Hrušky, Nová Ves und Týnec ihre Frondienste zu leisten hatten. Die Verarmung der Bewohner sowie die Erhöhung der Frondienste und Lasten führten 1738 in Nová Ves zu einem Aufstand der Untertanen, der sich auf Týnec und Hrušky ausdehnte und durch das Militär niedergeschlagen wurde. 1750 bestand der Ort aus 42 fronpflichtigen Wirtschaften. Im Kataster von 1763 sind für das Städtchen Teinitz 68 Häuser aufgeführt, von denen zwanzig unbewohnt waren. Teinitz hatte zu dieser Zeit 509 Einwohner. Nach starken Regenfällen kam es 1765 an den alten Weinbergen zu einem Erdrutsch, bei dem die Kapelle einstürzte.
Josef Wenzel von Liechtenstein ließ 1767 eine neue Kirche inmitten des Städtchen errichten. Der wiederum Johannes Enthauptung geweihte Ziegelbau erhielt einen hölzernen Glockenturm. Dieser stürzte 1793 um und fiel auf den Chor. 1805 erhielt sie Kirche einen neuen gemauerten Turm. Im selben Jahre sollen nach der Schlacht bei Austerlitz die Prajzů in Teinitz eingefallen sein, offenbar waren es wohl die Franzosen, die ihren Sieg feierten und sämtliche Vorräte leer tranken. Im Jahre 1817 wurde erstmals eine Schule in Teinitz erwähnt. 1832 entstand ein neues zweigeschossiges Schulhaus. Im Jahre 1834 lebten in den 140 Häusern von Teinitz 537 Personen. Bei der Choleraepidemie von 1836 starben binnen kurzer Zeit 32 Einwohner. Der kleine Friedhof war einer solchen Anzahl von Beerdigungen nicht gewachsen, so dass zuerst bis zu drei Leichname in einem Grab bestattet und schließlich am Ortsrand ein neuer Friedhof angelegt werden musste. Bis zur Mitte des 19. Jahrhunderts blieb Teinitz immer den Fürsten von Liechtenstein untertänig.
Nach der Aufhebung der Patrimonialherrschaften bildete Týnec / Teinitz ab 1850 eine Marktgemeinde in der Bezirkshauptmannschaft Lundenburg. Im Jahre 1850 legte ein Großfeuer 13 Häuser in Schutt und Asche. An den Kosten von 300 Gulden für die neue Orgel in der Kirche beteiligten sich die Fürsten von Liechtenstein zu einem Drittel. 1861 brannten erneut zehn Bauerngehöfte und 29 Chaluppen nieder. 1866 erfasste ein weiterer Brand 16 Chaluppen und im Jahr danach brannten wiederum neun Chaluppen ab. Teinitz bestand im Jahre 1869 aus 162 Häusern und hatte 733 Einwohner. 1885 erfolgte eine Erweiterung des Schulhauses. Bei einem weiteren Brand wurden 1896 neun Chaluppen zerstört. 1897 wurde eine Raiffeisenbank gegründet. Zum Ende des 19. Jahrhunderts begann die Rodung des südwestlich des Städtchens gelegenen uralten Teinitzer Waldes. Im ersten Schritt wurden 100 ha Eichenwald als Ackerland urbar gemacht. Beim Zensus von 1900 lebten in den 189 Häusern von Teinitz 1013 Personen; davon waren 981 Tschechen. Die Katasterfläche umfasste 1227 ha. Zwischen 1901 und 1903 entstanden im Wald Hájek zwei Seen. Die Straße von Týnec nach Hodonín wurde 1901 gebaut. Im Jahre 1912 wurde die Gemeindebücherei eingerichtet und im Jahre darauf entstand das heutige Schulhaus. Nach der Gründung der Tschechoslowakei bildete sich 1920 in Týnec eine Ortsgruppe des christlichen Turnvereins Orel und im Jahr darauf eine weitere des Arbeiterturnvereins FDTJ. Die Freiwillige Feuerwehr gründete sich 1922. 1925 wurde die Kyjovka reguliert und die Betonbrücke u Nešporových gebaut. Die Volkswirtschaftsschule entstand ebenfalls 1925. Beim Zensus von 1930 bestand Týnec aus 268 Häusern und hatte 1125 Einwohner, von denen 1121 zur tschechischen Volksgruppe gehörten. Im Jahr danach wurden die Kinder aus dem Dorf in die neue Bürgerschule in Moravská Nová Ves eingeschult. Zwischen 1938 und 1945 gehörte Týnec zum Okres Hodonín. Zum Ende des Zweiten Weltkrieges nahm am 13. April 1945 die Rote Armee das Dorf ein, bei den Kämpfen starben über 100 Wehrmachtsangehörige, 54 Rotarmisten und sechs Einwohner. 1948 lebten in Týnec 1096 Personen. Im Jahre darauf wurde ein Kindergarten eröffnet. Im Jahre 1961 hatte die Gemeinde 1133 Einwohner.
In der Umgebung von Týnec erstreckt sich eine Erdöl- und Erdgaslagerstätte. 1984 wurde auf den Wiesen bei Týnec mit der Erdölförderung begonnen. Nördlich und südlich des Ortes befinden sich Weinberge. Nordöstlich von Týnec wurde früher in den Marchauen zwischen Kyjovka und March Kies abgebaut, hier befindet sich ein 120 ha großer Baggersee mit einer ausgedehnten Insel.

## Gemeindegliederung
Für die Gemeinde Týnec sind keine Ortsteile ausgewiesen.

## Sehenswürdigkeiten

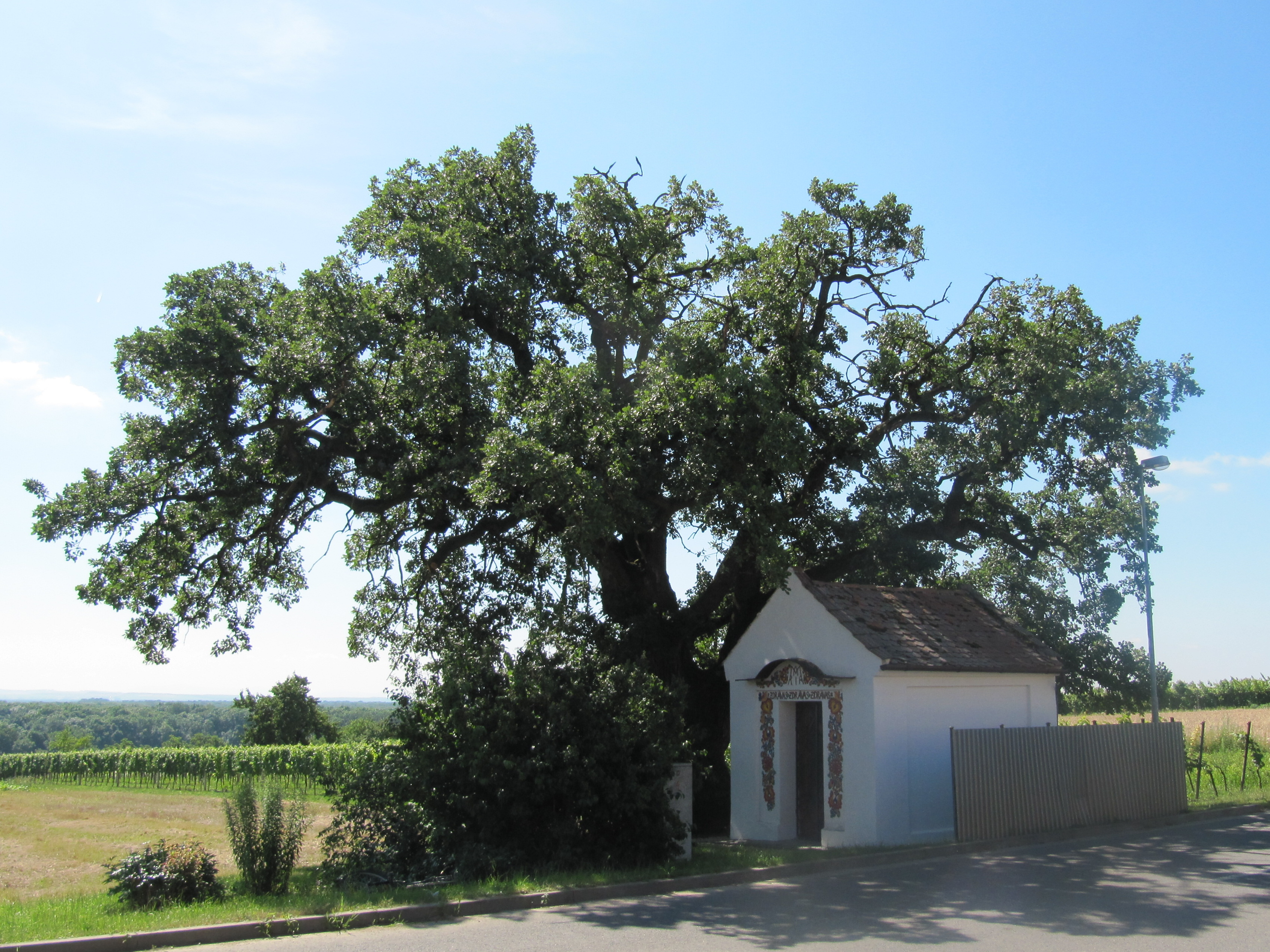
Alte Eiche

- Pfarrkirche Enthauptung Johannes des Täufers, erbaut 1767–1774 auf Veranlassung von Josef Wenzel von Liechtenstein. Nach dem Einsturz des hölzernen Glockenturmes erfolgte 1805 der Anbau eines gemauerten Kirchturmes. 1862 wurde der Bau vergrößert. 1891 warf eine Windhose erneut den Kirchturm um.
- Kapelle südlich des Dorfes, errichtet 1891 durch František und Šimon Kučer
- geschützte Eiche neben der Kapelle am Ortsrand
- Denkmal für die Opfer beider Weltkriege, m der Kirche
- Denkmal für T.G.Masaryk, im Park bei der Schule, geweiht 1994
- Nationaldenkmal Mikulčice-Valy, nordöstlich des Ortes
- Reste der Wasserburg Týnec am südöstlichen Ortsausgang

## Persönlichkeiten

### Söhne und Töchter der Gemeinde
- Cyril Jančálek (1891–1954), Maler
- František Juráček (1904–1988), Kapellmeister
- František Jančálek (1914–1941), Schriftsteller

## Ehrenbürger
- Johann II. von Liechtenstein (1840–1929), 1893 als Philanthrop und Mäzen